# Neonectria
Genre
Synonymes
- Chitinonectria M. Morelet[2]

Neonectria est un genre de champignons ascomycètes de la famille des Nectriaceae, qui comprend une trentaine d'espèces, dont l'espèce-type, Neonectria ramulariae.
Ce genre cosmopolite est en partie défini par ses liens avec le genre anamorphe Cylindrocarpon. 
De nombreuses espèces de ce genre sont des agents pathogènes des plantes.

## Liste d'espèces
Selon Index Fungorum (18 février 2021) :
- Neonectria austroradicicola (Samuels & Brayford) Schroers 2008
- Neonectria betulae Brayford & Samuels 2004
- Neonectria caespitosa (Fuckel) Wollenw. 1926
- Neonectria californica D.P. Lawr. & Trouillas 2019
- Neonectria candida (Ehrenb.) Rossman, L. Lombard & Crous 2015
- Neonectria coccinea (Pers.) Rossman & Samuels 1999
- Neonectria confusa J. Luo & W.Y. Zhuang 2010
- Neonectria dinghushanica J. Luo & W.Y. Zhuang 2010
- Neonectria ditissima (Tul. & C. Tul.) Samuels & Rossman 2006
- Neonectria ditissimopsis P. Zhao, J. Luo & W.Y. Zhuang 2011
- Neonectria dumontii Brayford & Samuels 2004
- Neonectria faginata (M.L. Lohman, A.M.J. Watson & Ayers) Castl. & Rossman 2006
- Neonectria fuckeliana (C. Booth) Castl. & Rossman 2006
- Neonectria goroshankiana (Wahrlich) Wollenw. 1926
- Neonectria hederae (C. Booth) Castl. & Rossman 2006
- Neonectria lugdunensis (Sacc. & Therry) L. Lombard & Crous 2014
- Neonectria magnoliae (M.L. Lohman & Hepting) Stauder & Kasson 2020
- Neonectria major (Wollenw.) Castl. & Rossman 2006
- Neonectria microconidia J. Luo, P. Zhao & W.Y. Zhuang 2011
- Neonectria neomacrospora (C. Booth & Samuels) Mantiri & Samuels 2001
- Neonectria obtusispora (Cooke & Harkn.) Rossman, L. Lombard & Crous 2014
- Neonectria phaeodisca (Rossman) Brayford & Samuels 2004
- Neonectria punicea (J.C. Schmidt) Castl. & Rossman 2006
- Neonectria quercicola B. Mora-Sala, A. Cabral, Armengol & Abad-Campos 2018
- Neonectria shennongjiana J. Luo & W.Y. Zhuang 2010
- Neonectria tokyoensis Hirooka & Tak. Kobay. 2007
- Neonectria tsugae (W. Gams) L. Lombard & Crous 2014
- Neonectria vandae (Wahrlich) Wollenw. 1926
- Neonectria verrucispora (Brayford & Samuels) Brayford & Samuels 2004